# ميلاني وود
ميلاني وود (بالإنجليزية: Melanie Wood)‏ هي رياضياتية أمريكية، ولدت في 1981 في إنديانابوليس في الولايات المتحدة.